# Устя (зупинний пункт)
У́стя — пасажирський залізничний зупинний пункт Шевченківської дирекції Одеської залізниці на вузькоколійній залізниці (ширина — 75 см) Гайворон — Рудниця між станціями Бершадь (11 км) та Гайворон (14 км).
Розташований у селі Устя Бершадського району Вінницької області.
Колишня станція. Вокзал зберігся, але нечинний. Найближчі села — Устя, Мала Киріївка, станційне селище Устя.
Зупиняються приміські поїзди (з 14.10.2021 р відновлено одну пару на добу щоденно) сполученням Рудниця — Гайворон.